# Hagen Melzer
Hagen Melzer (Bautzen, 16 juni 1959) is een voormalig Duits atleet en olympisch deelnemer, die tot 1990 Oost-Duitsland vertegenwoordigde. In de jaren 80 en in het begin van de jaren 90 behoorde hij tot de 's werelds beste 3000 meter steeplechase-lopers.
Zijn grootste succes op de steeplechase behaalde hij door zilver te winnen op de wereldkampioenschappen atletiek 1987 (8.10,32 minuten) en goud op het EK 1986 (8.16,65 minuten).
Hij was tot 1999 Duits recordhouder op de 3000 meter steeplechase in een tijd van 8.10,32 minuten. Later werd zijn record door Damian Kallabis gebroken.
Op de Olympische Zomerspelen 1988 in Seoel werd hij tiende en op de Olympische Zomerspelen 1992 in Barcelona viel hij uit.
Na zijn sportcarrière zat hij in het sportbestuur van Dresden.

## Titels
- Europees kampioen 3.000 m steeplechase - 1986
- Duits kampioen 3.000 m steeplechase - 1991
- Oost-Duits kampioen 3.000 m (indoor) - 1981, 1986
- Oost-Duits kampioen 5.000 m (indoor) - 1988
- Oost-Duits kampioen 10.000 m - 1989
- Oost-Duits kampioen 3.000 m steeplechase - 1980, 1983, 1985, 1986, 1987, 1988, 1989

## Persoonlijk record
| Onderdeel           | Prestatie | Datum            | Plaats |
| ------------------- | --------- | ---------------- | ------ |
| 3000 m steeplechase | 8.10,32   | 5 september 1987 | Rome   |

## Palmares

### 3000 m steeplechase
- 1984:  Vriendschapsspelen - 8.27,43
- 1986:  EK - 8.16,65
- 1986:  IAAF Grand Prix - 8.25,65
- 1987:  Europacup - 8.21,23
- 1987:  WK - 8.10,32
- 1988: 10e Olympische Spelen
- 1989:  Europacup - 8.34,90
- 1989:  Wereldbeker - 8.23,21
- 1989:  Goodwill Games - 8.23,06